# Phyllonorycter myricae
Phyllonorycter myricae is een vlinder uit de familie mineermotten (Gracillariidae). De wetenschappelijke naam is voor het eerst geldig gepubliceerd in 1976 door Deschka.
De soort komt voor in Europa.